# Bromide (Oklahoma)
Bromide es un pueblo ubicado en los condados de Coal y Johnston en el estado estadounidense de Oklahoma. En el año 2010 tenía una población de 97,06 habitantes y una densidad poblacional de 6,23 personas por km².

## Geografía
Bromide se encuentra ubicado en las coordenadas 34°25′4″N 96°29′40″O / 34.41778, -96.49444 (34.417909, -96.494569).

## Demografía
Según la Oficina del Censo en 2000 los ingresos medios por hogar en la localidad eran de $21,458 y los ingresos medios por familia eran $23,333. Los hombres tenían unos ingresos medios de $21,563 frente a los $11,500 para las mujeres. La renta per cápita para la localidad era de $10,427. Alrededor del 25.7% de la población estaban por debajo del umbral de pobreza.